# 孙嘉绩
孙嘉绩（1604年—1646年），原名光弼，字輔之，號硕肤，浙江余姚县（今属慈溪市）人。明末進士，南明抗清人物。祖父孙如游，天启年间官礼部尚书兼东阁大学士。

## 生平
崇祯六年癸酉科順天鄉試二十名舉人，崇禎十年（1637年）进士，授南京工部主事，改兵部主事。崇祯自缢后，积极抗清，迎南明監國朱以海于绍兴，会师钱塘（今杭州），任兵部侍郎兼右佥都御史。因军功授兵部尚书兼东阁大学士。
同年，以积劳而病卒於舟山群岛，年仅43岁，追赠为太保，赐祭九坛，谥忠襄。

## 家族
五世祖孫燧，巡抚江西右副都御史贈禮部尚書謚忠烈加贈榮禄大夫。高祖父孫墀，尚寶司卿贈奉政大夫。曾祖父孫鏊，上林苑监署丞、贈翰林院检讨。祖父孫如游，乙未進士、光禄大夫太子太保禮部尚書文渊阁大学士、謚文恭公。父孫樽（孫應本），奉政大夫、南京工部都水司郎中。